# 크리플스
크리플즈(Cripples)는 대한민국의 펑크 밴드이다. 홍승우(기타|보컬), 심지웅(드럼), 이하정(베이스) 로 구성되었다.

## 구성원

### 현재
- 홍승우 - 보컬
- 심지웅 - 드럼
- 이하정 - 베이스

### 이전
- 류지환 - 기타

### LIVE
- 《PROBLEM YOUTH vol.1 -살롱 바다비》 (2010년 2월)
- 《Saving Private myung hwan! Vol 2》 (2010년 3월)
- 《Friday night Spot Live !》 (2010년 3월)
- 《REBEL ARMY vol.1 .FB.》 (2010년 4월)
- 《Punk Day in Busan》 (2010년 4월)
- 《Show Me The Punk》 (2010년 8월)
- 《펑크밴드 카우치 제공 "SHOCK TROOPS vol.3"》(2010년 8월)
- 《The purge movement punkrock show》 (2010년 8월)
- 《PROBLEM YOUTH Vol.5 Punk realism》 (2010년 9월)
- 《2010 Japan & Korea Oi Punk Festival》(2010년 11월)
- 《shock troops vol.4》]]》 (2011년 8월)

## 소개
크리플즈는 2009년 말 홍대 인디 씬에서 결성한 Punk 밴드이다.
맴버는 홍승우(보컬),유지환(기타),이하정(베이스),심지웅(드럼) 4인조로 결성되었다.
크리플즈는 클락워크펑크 (ClockWork Punk)밴드로서,
1970년 대 영국 스탠리 큐브릭 감독의 작품인 ClockWork Orange라는 영화를 모티브로 만들어진 밴드이다.
현재 대한민국에는 단 하나밖에 없는 클락워크 Punk 밴드이다.